# KroniK (catch)
Pour les articles homonymes, voir Kronik (homonymie).
Palmarès
2 fois champion du monde par équipes de la WCW
1 fois champion du monde par équipes de l'AJPW
KroniK est une équipe de catch composé de Brian Adams et Bryan Clark. Ils commencent à travailler ensemble à la World Championship Wrestling (WCW) au printemps 2000 et remportent à deux reprises le championnat du monde par équipes de la WCW. En 2001, la World Wrestling Federation (WWF) rachète la WCW mais n'engage pas Adams ni Clark. Ils font finalement un bref passage à la WWF qu'ils quittent après seulement un combat. Après un bref passage en Australie à la World Wrestling All-Stars le duo s'installe au Japon à la All Japan Pro Wrestling (AJPW). Ils y deviennent une fois champion du monde unifié par équipes de l'AJPW qu'ils rendent car Adams souhaite entamer une carrière de boxeur. 
Ils se séparent début 2003 et cela marque aussi la fin de la carrière des deux catcheurs.

## Carrière de l'équipe

### World Championship Wrestling(2000-2001)
Le 16 avril 2000 durant Spring Stampede, Brian Adams et Bryan Clark interviennent au cours du match pour le championnat du monde par équipes de la WCW opposant Ric Flair et Lex Luger à Shane Douglas et Buff Bagwell permettant à ces derniers de devenir champion. Le lendemain au cours de Monday Nitro, Adams et Clark viennent voir Vince Russo qui est alors le scénariste de la WCW pour lui demander un match pour le championnat du monde par équipes de la WCW. Peu de temps après, ils attaquent Ron et Don Harris puis Big Vito (en) et Johnny The Bull. Le 24 avril, KroniK a enfin ses premiers combats officiel. Ce soir-là, ils battent Ric Flair et Lex Luger puis ne parviennent pas à vaincre Shane Douglas et Buff Bagwell dans un match pour le championnat du monde par équipes de la WCW. Le 3 mai au cours de Thunder, KroniK bat Douglas et Bagwell dans un match où le championnat du monde par équipes n'est pas en jeu. Le 15 mai, ils attaquent Douglas sur le parking de la salle où la WCW enregistre Monday Nitro. Plus tard, ils défient Douglas et Bagwell dans un match de championnat. Bagwell est suspendu et c'est The Wall (en) qui le remplace. KroniK remporte cet affrontement et les ceintures. Le 31 mai, ils perdent leur ceinture après leur défaite par disqualification face à Shawn Stasiak et Chuck Palumbo dans un match où le titre peut changer de main en cas de disqualification.
Ils tentent de récupérer le titre le 5 juin dans un match revanche sans succès. Six jours plus tard à The Great American Bash, ils deviennent challengers pour le championnat du monde par équipes de la WCW après leur victoire face à Big Vito (en) et Johnny the Bull. Leur match de championnat a lieu le 9 juillet à Bash at the Beach et ils reprennent les ceintures de champion à Shawn Stasiak et Chuck Palumbo.

### World Wrestling Federation(2001)
Le 23 septembre 2001 au cours de Unforgiven, Brian Adams et Bryan Clark perdent un match pour le championnat du monde par équipes de la WCW face aux Brothers of Destruction. Ce combat s'avère très mauvais et le Wrestling Observer Newsletter le désigne comme étant le pire match de catch de l'année. Après cette prestation plus que médiocre, la WWF demande à Adams et Clark d'aller dans un des clubs-écoles de la WWF pour améliorer leur condition physique ce que Clark refuse. Adams rejoint alors la Heartland Wrestling Association (en) et quitte la WWF fin 2001.

### World Wrestling All-Stars(2002)
Le 24 février 2002 au cours de The Revolution, KroniK remporte son unique combat à la World Wrestling All-Stars face à Navajo Warrior et Ghost Walker.

### All Japan Pro Wrestling(2002-2003)
Durant l'été 2002, KroniK part au Japon lutter à la All Japan Pro Wrestling (AJPW). Le 17 juillet, ils remportent leur premier combat dans cette fédération et deviennent champion du monde unifié par équipes de l'AJPW face à Keiji Mutō et Taiyō Kea. Trois jours plus tard, ils participent à un match à quatre équipes à élimination où la Coupe Stan Hansen est en jeu, ils éliminent George Hines et Johnny Smith avant de se faire sortir par Steve Williams qui fait le tombé sur Brian Adams. Le 30 août, ils défendent avec succès leur titre face à Mike Barton et Jim Steele. En octobre, Brian Adams souhaite faire son premier combat de boxe professionnelle mais se blesse à l'épaule avant ce combat. Cela contraint KroniK de rendre le championnat du monde unifié de l'AJPW vacant.
Ils perdent leur dernier combat ensemble le 19 janvier 2003 face à Keiji Mutō et Bill Goldberg.

## Palmarès
- All Japan Pro Wrestling (AJPW)
  - 1 fois champion du monde par équipes de l'AJPW[21]
- World Championship Wrestling (WCW)
  - 2 fois champion du monde par équipes de la WCW[23]

## Récompenses des magazines
- Pro Wrestling Illustrated
  - 4e équipe de l'année 2000[24]
- Wrestling Observer Newsletter
  - Pire équipe de l'année 2000[25]
  - Pire équipe de l'année 2001[13]
  - Pire combat de catch de l'année 2001 contre les Brothers of Destruction le 23 septembre à Unforgiven[13]